# August Weigel

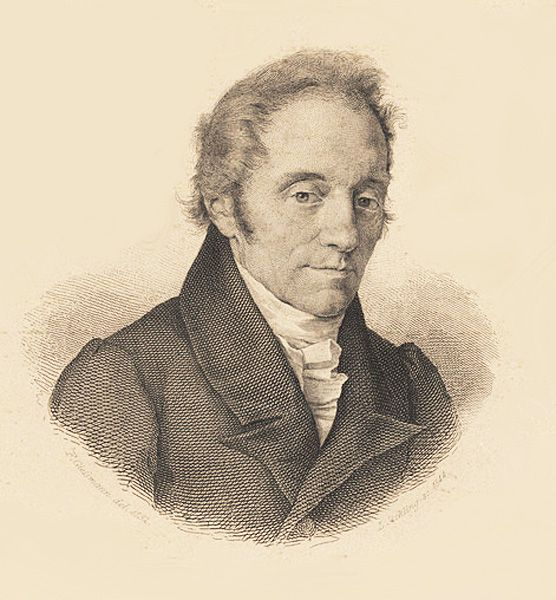
August Weigel (1832)

Johann August Gottlob Weigel (* 23. Februar 1773 in Leipzig; † 25. Dezember 1846 ebenda) war ein deutscher Buchhändler und Antiquar.

## Leben
August Weigel war der Sohn des Universitätsauktionators Christoph Gottlob Weigel (1725–1794). Nach einer Buchhändlerlehre übernahm er zwanzigjährig die Leitung der Müllerschen Buchhandlung in Leipzig. Zwei Jahre später erhielt er 1795 das Amt seines Vaters als Universitätsauktionator. Im gleichen Jahr eröffnete er ein eigenes Geschäft, in welchem er vorzugsweise antiquarische Bücher verkaufte, sowie einen Verlag, der sich vor allem auf klassische Philologie spezialisierte. In seinem Geschäft im Hause Silberner Bär im Alten Neumarkt 18 (seit 1839 Universitätsstraße) gehörte auch Goethe zu seinen Kunden.

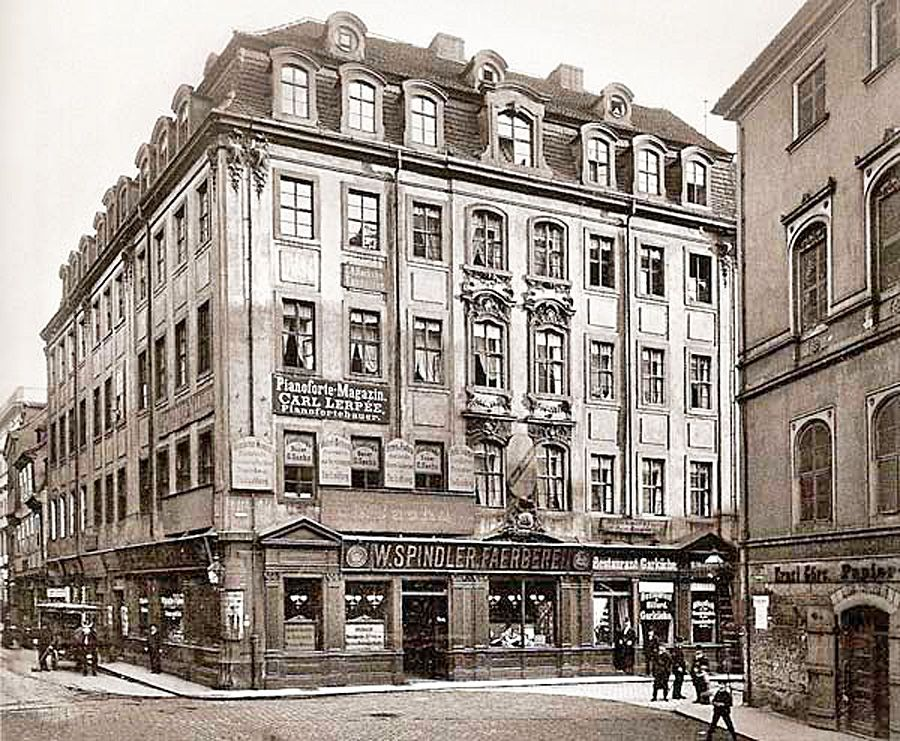
Haus Silberner Bär (um 1890)

Im Jahr 1797 erweiterte er sein Geschäft um ein privates Auktionshaus, das erste seiner Art in Deutschland, dessen Erfolg unter anderem aus der Säkularisation von bücherreichen Klöstern in dieser Zeit resultierte.
Eine Leidenschaft Weigels war das Sammeln von Kunst. Er besaß eine äußerst umfangreiche Sammlung von Originalhandzeichnungen, Gemälden, Kupferstichen, Radierungen und Holzschnitten. Die Objekte seiner Sammlung beschrieb er zwischen 1836 und 1845 ausführlich in drei Bänden unter dem Titel Aehrenlese auf dem Felde der Kunst.
1824 hatte Weigel zusammen mit dem Rechtsanwalt und Kunsthistoriker Ludwig Puttrich (1783–1856) und dem Verlagsbuchhändler Wilhelm Ambrosius Barth (1790–1851) einen „Verein der Freunde der bildenden Kunst …“ zur Förderung lebender sächsischer Künstler gegründet. Dieser Verein erhielt vom sächsischen Hof jedoch keine Bestätigung.
Am 1. Dezember 1838 legte er das Amt des Universitätsauktionators nieder und zog sich 1839 aus der rein geschäftlichen Tätigkeit gänzlich zurück. Sein Sohn Theodor Oswald (1812–1881) übernahm den Verlag und das Auktionshaus. Sein zweiter Sohn Felix Oswald Weigel (1849–1905) eröffnete einen Kunsthandel.
August Weigel wurde auf dem Alten Johannisfriedhof beerdigt und von dort 1881 in das neue Weigelsche Erbbegräbnis (Nr. 12) in die VIII. Abteilung des Neuen Johannisfriedhofs überführt, in dem auch die Söhne beerdigt wurden.

## Schrift
- Aehrenlese auf dem Felde der Kunst: Eine ausführliche Beschreibung von Originalhandzeichnungen und Nadelarbeiten der Maler Kupferstichen und im Holz geschnittenen Werken. 3 Bände. Leipzig (1836–1845).